# Studiengesellschaft für Emsländische Regionalgeschichte
Die Studiengesellschaft für Emsländische Regionalgeschichte ist ein Verein, der seit 2019 unter Wahrung der vereinsrechtlichen Selbstständigkeit zugleich ein Arbeitskreis der Emsländischen Landschaft ist. Ihm gehören Geschichtsinteressierte an, die sich mit der Erforschung der Vergangenheit des Raumes Emsland und Grafschaft Bentheim befassen.

## Gründung und Tätigkeit
Die Gründung erfolgte durch eine Gruppe von jüngeren emsländischen Geschichtsinteressierten, hauptsächlich Studenten verschiedener Fachrichtungen, die an der Westfälischen Wilhelms-Universität in Münster studierten. Sie beschlossen am 22. April 1989, einen „historischen Verein“ zu gründen, der dann auch im Münsteraner Vereinsregister angemeldet wurde. Ziel war die Beschäftigung mit der Vergangenheit des Emslandes, wozu an den Treffen neue Erkenntnisse und Hinweise ausgetauscht wurden.
Vorsitzender der Studiengesellschaft für emsländische Regionalgeschichte wurde der Chemiker Stefan Remme aus Meppen. Am 25. August 1990 veranstaltete der junge Verein in Haren eine erste ganztägige Tagung zur Geschichte des Emslandes mit Vorträgen. 1991 kam der Band 1 der Reihe „Emsländische Geschichte“ heraus, in dem die Tagungsbeiträge abgedruckt wurden. Seitdem findet alljährlich, zumeist am letzten Sonnabend im August, diese Tagung statt. Schon bald stießen auch gebürtige Grafschafter zur Studiengesellschaft, so dass die Geschichte der Grafschaft Bentheim seitdem ebenfalls in das Blickfeld der Studiengesellschaft geriet. 1994 fand daher erstmals die Jahrestagung im Bentheimer Land, nämlich in Wietmarschen, statt.

## Publikationen und Projekte
Die Reihe „Emsländische Geschichte“ gewann nach dem 1991 publizierten ersten Band immer mehr Mitarbeiter und wurde entsprechend umfangreicher. Waren zunächst noch genealogisch nutzbare Beiträge ein wesentlicher Schwerpunkt der Veröffentlichungen und Forschungen, so rückte die seit den Anfängen betriebene Erforschung der Weimarer Republik und vor allem der NS-Zeit zunehmend in den Mittelpunkt der folgenden Jahre. Große Resonanz fand und findet ferner das 1996 begonnene Projekt „Biographien zur Geschichte des Emslands und der Grafschaft Bentheim“, in dem zahlreiche Politiker, Verwaltungsleute, Schriftsteller, Künstler, Wirtschaftsvertreter oder Kirchenleute mit zum Teil sehr ausführlichen Lebensläufen vorgestellt werden. Bis zum aktuellen Band 30 (2022) sind in diesem Projekt über 200 Männer und Frauen biographisch erfasst worden, die im oder für das Emsland und das Bentheimer Land wirkten oder aus diesem Landstrich stammten. Im Laufe der Zeit wurden überdies Beiträge zur Veränderungen der regionalen Landschaft sowie zur Entwicklung der Flora und Fauna mit zahlreichen farbigen Abbildungen hinzugenommen.
Seit dem Band 25 wird hier eine detaillierte Untersuchung über die Zentrumspartei in der preußischen Provinz Hannover während der Weimarer Republik abgedruckt, die über mehrere Jahre angelegt ist. Zudem erscheinen seitdem Untersuchungen über die Grafschaft Bentheim im Ersten Weltkrieg.
Ein weiteres seit Jahren betriebenes Projekt der Studiengesellschaft ist es, in der „Emsländischen Geschichte“ regionalen Museen mit ihrer Geschichte von der Gründung über die Örtlichkeiten bis zu den Ausstellungen vorzustellen. Darüber hinaus werden in Verbindung mit dem 1923 erschienenen Werk „Emsländische Burgenfahrt“ von Alexander Geppert Herrenhäuser und Burgen aus der Region in Erinnerung gerufen. Seit 2011 sammelt die Studiengesellschaft Quellen und Illustrationen aus der Region für die Zeit vom Ausbruch des Ersten Weltkriegs bis zur Einstellung der letzten Revolutionsorgane 1920. Insbesondere werden dazu Schulchroniken aus dem Landstrich gesammelt und transkribiert, die als regional noch völlig unerschlossene Quellengattung auch über diese Jahre hinaus der allgemeinen Forschung über die regionalen Archive und Bibliotheken zur Verfügung stehen. Bis Mitte 2020 sind die Chroniken von über 200 Schulen aus der Region Emsland/Bentheim erfasst worden. Größtenteils schon transkribiert, bieten sie für zahlreiche Themengebiete interessante und häufig nur dort zu findende Hintergrundinformationen. Zeitlich decken die Schulchroniken zumeist die Zeit von ca. 1894 bis zu den 1960er Jahren ab, einige führen jedoch weiter bis in die Gegenwart. Neben Begebenheiten aus dem Schulalltag und pädagogischen Fragen waren die Lehrer auch gehalten, Ereignisse aus der Gemeinde festzuhalten. So bilden die Chroniken in ihrer Masse eine bislang noch vollkommen ungenutzte Quellengattung etwa für die regionale Erforschung des Ersten Weltkriegs, der Weimarer Republik mit seinen Krisen und sozialen Konflikten, der NS-Zeit und vor allem des Zweiten Weltkriegs und des Kriegsende sowie der Ankunft der Ostdeutschen und den Diskussionen über die Schul- und Gemeindegebietsreformen. Einige studentische Arbeiten, die auf diesem Fundus beruhen, sind bereits in der „Emsländischen Geschichte“ veröffentlicht worden.
Auf ihrer Homepage bietet die Gesellschaft Inhaltsverzeichnisse seltener eingestellter regionalgeschichtlicher Reihen, ein Verzeichnis regionaler Neuerscheinungen, eine Liste von Publikationen zum Ersten Weltkrieg in der Region, ein Verzeichnis ornithologischer Publikationen über die Region oder auch ein Verzeichnis der im Band publizierten Beiträge und Biographien an.
Im Unterschied zu den Jahrbüchern des Bentheimer Heimatvereins oder des Emsländischen Heimatbundes werden in der Reihe „Emsländische Geschichte“ vielfach Forschungsarbeiten veröffentlicht, so Staatsexamens- und Magisterarbeiten oder Promotionen, die vornehmlich vom Umfang, gelegentlich auch aufgrund ihrer Thematik aus Nischenbereichen der historischen Forschung, ansonsten in der Region nicht veröffentlicht werden könnten.
Anfang 2011 rief die Studiengesellschaft eine weitere unregelmäßig erscheinende Reihe ins Leben. Als erster Band der „Studien und Quellen zur Geschichte des Emslandes und der Grafschaft Bentheim“ erschien ein Werk über Ludwig Windthorst, der die Region Emsland/Grafschaft Bentheim u. a. im Deutschen Reichstag vertrat. Darin wird neben dessen Politik in Bezug auf die Sozialistengesetze, der polnischen Minderheit oder dem aufkommenden Antisemitismus vor allem die Beziehung Windthorsts zu seinem Wahlkreis und sein Einsatz für die Interessen der Region untersucht. Der 2013 erschienene zweite Band beschäftigt sich mit der Integration von Zwangsausgesiedelten im nördlichen Emsland am Beispiel des ehemaligen Hümmlinger Kreisortes Sögel. 2019 erschien der dritte Band, ein Buch mit Werken und Lebenslauf des niederdeutschen Lyrikers Karl Sauvagerd, der beiderseits der deutsch-niederländischen Grenze publizierte. Das Werk wurde als „Plattdeutsches Buch des Jahres 2019“ ausgezeichnet. Als Band 4 folgte 2020 eine Untersuchung über das Kriegervereinswesen im Emsland während der Weimarer Republik.
Die Studiengesellschaft für Emsländische Regionalgeschichte unterhält einen kleinen Verlag mit Sitz in Haselünne – inzwischen in Meppen –, in dem neben den Vereinspublikationen auch weitere Werke erschienen, so etwa 2014 ein Buch über das Heuerlingswesen (2021 in 10. Auflage), über Heuerlingskotten (2017), die 3. aktualisierte Auflage von „Nordhorn im 3. Reich“ (2016), über „Lathen links und rechts der Ems in alten Karten, Dokumenten und Bildern“ (2017) oder der Katalog über die Ausstellung in Neuenhaus über den von dort stammenden jüdischen Mediziner Viktor van der Reis und eine Chronik der Stadt Schüttorf aus der Feder des Heimatforschers Wilhelm Berge, die rund 70 Jahre im Stadtarchiv Schüttorf ruhte (jeweils 2020).
Neben der Herausgabe der inzwischen jährlich erscheinenden regionalgeschichtlichen Reihe „Emsländischen Geschichte“ und einer Jahrestagung „Emsländische Geschichte“ organisiert die Studiengesellschaft jährliche mehrere kleinere Veranstaltungen für Mitglieder und Interessierte, auf denen ein Vortrag im Mittelpunkt steht oder sich über neue Forschungsvorhaben und Veröffentlichungen ausgetauscht wird. Zusammen mit dem Emsländischen Heimatbund bietet die Studiengesellschaft für Emsländische Regionalgeschichte auch historische Exkursionen per Rad- oder Bus an, etwa Moorexkursionen beiderseits der deutsch-niederländischen Grenze, zum Theikenmeer, zu den heutigen Spuren der Emslandlagern, zu Burgen, Herrenhäuser und Grenzbefestigungen beiderseits der Grenze oder auch eine Führung durch das umgebaute Osnabrücker Staatsarchiv. Seit 2008 besteht, zusammen mit dem Emsländischen Heimatbund, auch eine Zusammenarbeit mit niederländischen Historikern von der „Historischen Vereniging Zuidoost-Drenthe“, mit denen im Juni 2008 eine erste gemeinsame Tagung in Nieuw-Schoonebeek veranstaltet wurde, der 2009 eine weitere in Hebelermeer auf der deutschen Grenzseite folgte und 2010 eine im niederländischen Zwartemeer.
1999 übernahm von Stefan Remme der Haselünner Wilhelm Rülander den Vorsitz des Vereins. Nach dem Tod von Wilhelm Rülander am 2. Februar 2018 entschied sich der Vorstand der Studiengesellschaft, bei Wahrung der organisatorischen Selbstständigkeit Arbeitskreis der Emsländischen Landschaft zu werden. Dies geschah mit Wirkung zum 1. Januar 2019. Neuer Vorsitzender wurde Paul Thoben aus Aschendorf. Die beiden langjährigen Vorstandsmitglieder Horst Heinrich Bechtluft und Helmut Lensing erhielten 2016 die Landschaftsmedaille der Emsländischen Landschaft verliehen, mit der Personen gewürdigt werden, die sich besonders um die regionale Kultur, Heimatpflege oder die historische Forschung in der Region verdient gemacht haben.